# Бій під Невелем (1562)
Бій під Невелем — епізод московсько-литовської війни 1561—1570 років (частини Лівонської війни), в якому загін Великого князівства Литовського під проводом Станіслава Лесновольского успішно відбив в 1562 році поблизу Невеля посланий проти нього московський загін на чолі з князем Андрієм Курбським.

## Хід подій
У 1559 році ослаблена війною і нездатна до подальшого опору Лівонська конфедерація уклала Віленський договір з Великим князівством Литовським, за яким віддавала свої південні землі під протекторат Вільно. На той час минули терміни чинного московсько-литовського перемир'я, а переговори щодо його продовження провалилися. Після того як в 1560 році пішли дрібні порубіжні сутички, в 1561 році розгорнулися повномасштабні військові дії. У серпні 1562 загін, що складається з польського допоміжного корпусу і литовського ополчення, здійснив рейд під Невель з метою спустошення його округи. Проти польсько-литовських сил був посланий загін на чолі з воєводою Курбським, який, не дивлячись на чисельну перевагу, не зміг розгромити противника і поніс втрати. В цілому ж результат битви оцінюється як нічия .

## Військове і пропагандистське значення бою
Спеціаліст по Лівонської війні історик Олександр Філюшкін називає битву під Невелем малозначним з військової точки зору епізодом, ставлячи під сумнів чисельність московського війська, названу в різних першоджерелах. Цар Іван Грозний в пізнішій листуванні з перебіжчиком Курбським згадував його нездатність на чолі 15-тисячній війська перемогти 4-тисячне литовське військо. Згідно Філюшкіна, це від третини до чверті всієї діючої на фронті московської армії, що дуже малоймовірно для локальної погоні за мародерами. Результат битви він оцінює ні як перемогу, ні як поразка московської сторони, а лише як втрачений шанс через помилки командування.
На думку білоруського історика Андрія Янушкевича, битва під Невелем була найбільш значущою подією з серії двосторонніх ударів в період закінчення терміну московсько-литовського перемир'я (хоча сталася до закінчення перемир'я, що закінчилося у вересні 1562 року). Янушкевич вважає, що в цій битві 1500 польських найманців завдали відчутної поразки російському війську, чисельність якого становила 15 000 чоловік.
Будучи спочатку забутої, битва через деякий час почала відігравати велику пропагандистську роль в польському наративі. У 1568 році поляк Ян Семішловскій опублікував в Болоньї епічний твір на тему Невельському битви, написане в дусі гомерівської Іліади. Битва постала в ньому в грандіозних масштабах, чисельність і втрати «московитів» досягли гігантських величин, тоді як литовські втрати були незначними. У 1582 році про битву написав Матей Стрийковський, згідно з яким близько 1700 литовців перемогли 45 тисяч московитів, убивши 3000 з них і втративши лише 15 незнатних людей. У «Хроніці» Бєльських (1597) втрати «москалів» при тій же чисельності обох армій вже складають 8000 чоловік.
У «Анналах» Станіслава Сарницького (1587) битва названа однією з найбільш гідних перемог литовського зброї, проте її дата переставлені місцями з облогою Полоцька (1563). Філюшкін вважає це непрямим свідченням того, що саме після втрати Полоцька Короні і Великому князівству для підняття духу війська терміново знадобилися дані про перемоги. Так, звістка про здобуту в 1564 році перемогу під Улой була вмить розтиражована за допомогою летючих листків, тоді як про бій під Невелем довгий час не згадували і оголосили на Сеймі про «грандіозної перемоги» лише через 14 місяців, вже після втрати Полоцька.
Внаслідок такої уваги до битви з боку польських хроністів біографи князя Курбського були схильні називати її результат однієї з причин його опали. Вже у Бєльських князь Курбський («Крупський») переходить до литовського великого князя прямо під час битви, хоча насправді перейшов на бік Литви двома роками пізніше.